# Campeonato de Primera Fuerza de la FMF 1930-31
La Temporada 1930-31 fue la edición IX del campeonato de liga de la Primera Fuerza del fútbol mexicano, luego de la fundación de la Federación Mexicana de Fútbol en 1922; En la temporada 1930-31, el torneo fue suspendido luego de 2 jornadas, cuando los clubes Asturias, Atlante, Germania, México y Marte solicitaron permiso para remodelar el Campo Asturias (no confundir con el Parque Asturias, construido hasta 1936) que se encontraba en pésimo estado, para efectuar ahí sus juegos como local; ante el desacuerdo del España, el Necaxa (dueños de sus propios Parques) y el América que los secunda. Esto aunado al conflicto surgido con la Real Federación Española de Fútbol, que había solicitado a la Federación Mexicana de Fútbol inhabilitar al jugador Gaspar Rubio fichado por el España. 
La situación llegó al grado de la suspensión de estos tres clubes, que infructuosamente trataron de realizar un torneo paralelo; Simplemente la Federacíon decidió suspender el torneo para solucionar definitivamente los problemas administrativos. Tras meses de pugnas, limaron asperezas y se refundó la competición con el nombre Liga Mayor, que organizara dos competencias: la Preferente, compuesta por seis equipos, y la Primera Ordinaria, que fungió como un circuito de ascenso. Esta competencia tuvo durabilidad y fue creciendo hasta agrupar hasta 16 equipos.